# TVA Publications
 (juin 2020).
 (juin 2020).
TVA Publications est une société québécoise d'édition de magazines francophones généraliste. L'entreprise possède plus de 40 titres et occupe à elle seule près de la moitié du marché québécois de vente de magazines.

## Historique

Ancien logo 2008-2013.

Fondée en 1989 par Claude J. Charron sous le nom de Trustar limitée, l'entreprise est acquise en 2000 par le groupe TVA au coût de 46 millions de dollars (CAD). En 2002, à la suite de l'achat de TVA par Quebecor, TVA Publications englobe Publicor, l'éditeur des magazines de Quebecor à l'époque, pour ne former qu'un.

## Titres et publications
- 150 plans
- 7 jours
- Atmosphère (magazine d'Air Transat)
- À vos pinceaux
- Branché
- Chez-soi
- Clin d'œil
- Cool!
- Côté jardins
- Dernière Heure
- Échos Vedettes
- FA (Femmes d'aujourd'hui)
- Hors Série Décoration
- Le Lundi
- Le Quartier
- Les idées de ma maison
- Les idées Réno-Dépôt
- Magazine Animal
- Ma cuisine
- Moi & cie
- Montréal centre-ville
- Rénovation bricolage
- Star inc.
- Star système
- Tout simplement Clodine
- TV Hebdo / TV 7 jours
- Votre maison
- Yoopa

## Anecdote
Claude J. Charron possédait une maison d'édition de magazine publiant notamment le titre Le Lundi qu'il a vendu quelques années plus tard à Publicor, propriété de Quebecor. En 1989, à la fin de la période fixée par la clause de non-concurrence lors de la vente de ses magazines, Claude J. Charron fonde Trustar et lance le magazine 7 jours, qui obtient un énorme succès. Il vend Trustar qui passe aux mains, encore une fois, de Quebecor. Au bout d'une nouvelle période de non-concurrence fixée lors de la vente de Trustar, il lance un nouveau magazine semblable au Lundi et à 7 jours pour jouer dans leur plates-bandes avec sa maison d'édition Les publications Charron et cie et les magazines intitulés La Semaine et le Samedi Magazine.